# راجعين (ألبوم)
راجعين هو الالبوم الرابع عشر للفنان المصري عمرو دياب، تم إصداره عام 1995

## قائمة الأغاني
| الرقم | اسم الاغنية    | المدة | الشاعر      | الملحن          | الموزع          |
| ----- | -------------- | ----- | ----------- | --------------- | --------------- |
| 1     | راجعين         | 05:02 | مدحت العدل  | رياض الهمشري    | طارق مدكور      |
| 2     | مايتحكيش عليها | 05:22 | مجدي النجار | ياسر عبد الرحمن | ياسر عبد الرحمن |
| 3     | انسى قلبي      | 03:38 | مدحت العدل  | رياض الهمشري    | أشرف محروس      |
| 4     | ورجعت من السفر | 06:14 | مدحت العدل  | ياسر عبد الرحمن | ياسر عبد الرحمن |
| 5     | حنساك أنا      | 04:26 | مدحت العدل  | رياض الهمشري    | طارق مدكور      |
| 6     | صدقتني         | 05:27 | مجدي النجار | عمرو دياب       | طارق مدكور      |
| 7     | بلاش تكلمها    | 04:24 | مجدي النجار | عمرو دياب       | طارق مدكور      |
| 8     | حاولت          | 05:42 | عادل عمر    | عمرو دياب       | أشرف محروس      |

## الكليبات التي تم تصويرها من الألبوم
1 - ( راجعين ) من إخراج طارق العريان وشارك في الكليب مجموعة من الممثلين مثل عزت حسين الإمام، عزت أبو عوف، علاء ولي الدين، طلعت زين، غادة عادل وغيرهم. 